# قلمرو و فلسفه جغرافیا
قلمرو و فلسفه جغرافیا کتابی از احمد پوراحمد است که در سال ۱۳۸۵ منتشر و در مراسم کتاب سال جمهوری اسلامی ایران به‌عنوان کتاب برگزیده معرفی شد.